# Al Janoub Stadium
Stadion Al-Janoub arabsky: استاد الجنوب, dříve známý jako stadion Al-Wakrah (arabsky: ملعب الجنوب), je fotbalový stadion se zatahovací střechou v Al Wakrahu v Kataru, který byl slavnostně otevřen 16. května 2019. Jedná se o druhý z osmi postaveních stadionů pro mistrovství světa ve fotbale 2022 v Kataru, po renovaci Chalífova mezinárodního stadionu. Navrhla jej irácká architektka Zaha Hadid společně s firmou AECOM.
Stadion se vyznačuje zakřiveným postmoderním a neofuturistickým designem. Vzhled střechy byl inspirován plachtami tradičních lodí Dhow, které používají potápěči perel z regionu a které se proplétají v proudech Perského zálivu[5].
Bude oficiálním sídlem fotbalového klubu Al-Wakrah SC, kde se budou odehrávat zápasy katarské ligy hvězd. Kapacita stadionu je 40 000 diváků, po skončení mistrovství světa se má snížit na polovinu, tedy na 20 000.

## Historie

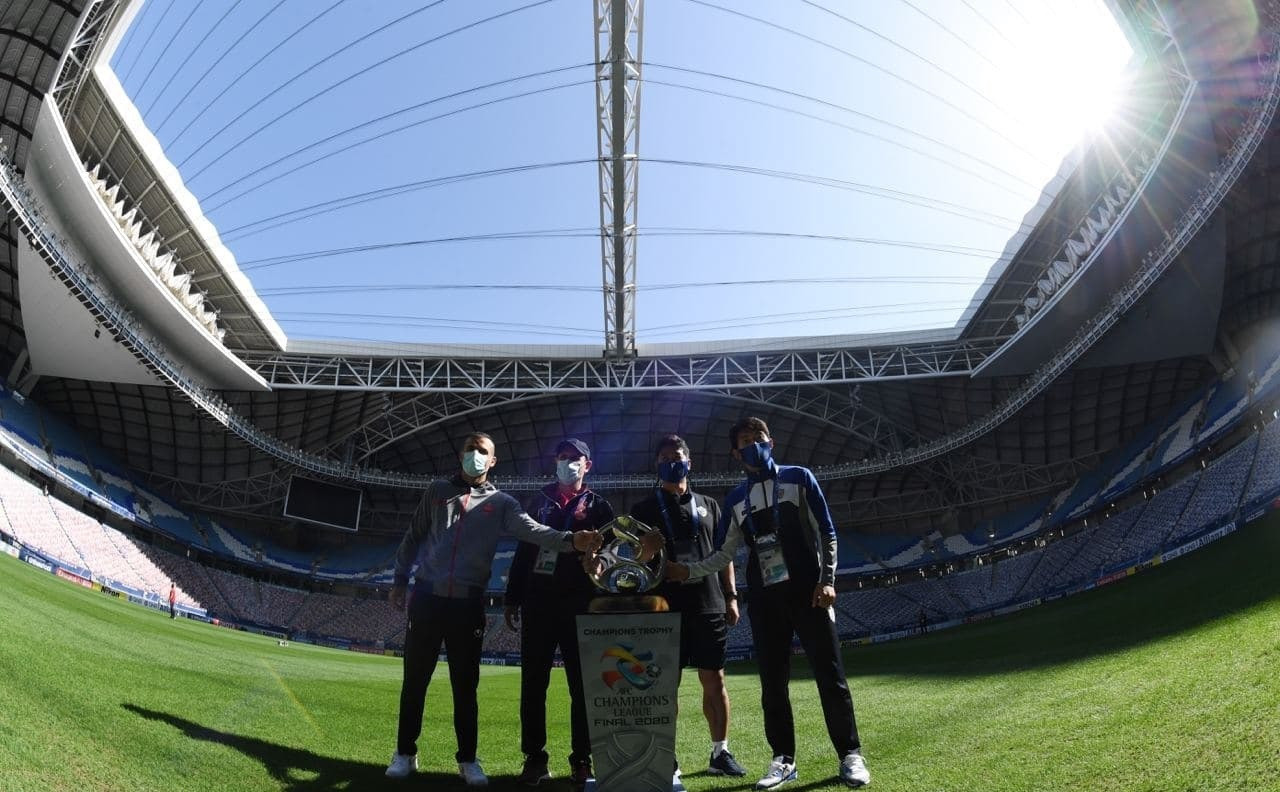
Al Janoub Stadium v roce 2020

Stadion byl slavnostně otevřen 16. května 2019 během finále Amir Cup mezi Al Sadd SC a Al-Duhail SC hraného před 38 678 diváky, čímž se stal druhým dokončeným stadionem po Chalífově mezinárodního stadionu. Tohoto zápasu se zúčastnil katarský emír (hlava státu) šejk Tamim bin Hamad Al Thani.
V prosinci 2020 se na stadionu Al Janoub konalo finále Ligy mistrů AFC 2020.
Stadion hostil šest zápasů během Arabského poháru FIFA 2021.

## Design
Stadion navrhla architektka Zaha Hadid a její architektonická kancelář Zaha Hadid Architects. Ta uvedla, že „stadion byl navržen ve spojení s novým obvodem tak, aby se nacházel v srdci města a vytvářel komunitní aktivity na stadionu a v jeho okolí ve dnech, kdy se nekonají žádné akce.“
Podle projektantů byl stadion inspirován plachtami tradičních lodí Dhow, které používají potápěči perel z regionu a které se proplétají v proudech Perského zálivu. Zakřivená střecha a exteriér odkazují na námořní historii Al Wakrahu a navíc dávají divákům pocit, že jsou na lodi. Střechu drží prohnuté trámy, které připomínají trup lodi. Budova má připomínat obrácené trupy lodí uspořádané do chumlu, aby poskytovaly stín a úkryt. Střecha stadionu je zatahovací a je vyrobena ze skládané teflonové tkaniny a kabelů, přičemž oblouky střechy jsou dlouhé 230 metrů.
Chladicí systém zabraňuje přehřívání diváků na stadionu vzhledem k horkému a suchému katarskému klimatu. Je schopen ochladit prostory pro diváky na 18 °C a hrací plochu na 20 °C. Podle katarského Nejvyššího výboru pro dodávky a dědictví (SC) "se při tvorbě tvaru arény vycházelo z podrobné analýzy mikroklimatu, přičemž k regulaci teploty významně přispěla aerodynamika a optimální zastínění střechou, která obsahuje minimální množství skla".

## Zařízení
Součástí sportovního areálu je víceúčelová hala s bazény a lázněmi a nákupní centrum se zelenými střechami. Vstup na stadion bude na zalesněném náměstí.
Ke stadionu Al Janoub se plánuje výstavba školy, svatební síně, cyklistické, jezdecké a běžecké dráhy, restaurací, tržišť a tělocvičen v okolí.

## Budoucnost stadiónu
Po skončení mistrovství světa ve fotbale v roce 2022 se stadion Al Janoub stane domovem sportovního klubu Al-Wakrah namísto současného stadionu Saoud bin Abdulrahman po snížení kapacity na polovinu, ze 40 000 na 20 000 míst, a bude využíván pro zápasy Qatar Stars League. Katarský Nejvyšší výbor pro dodávky a dědictví prohlásil, že zbývající polovina míst na stadionu bude věnována rozvojovým zemím, které potřebují sportovní infrastrukturu.

## Mistrovství světa ve fotbale 2022
Stadion Al Janoub bude během mistrovství světa ve fotbale 2022 hostit sedm zápasů.
| Datum              | Čas   | Tým 1     | Výsledek | Tým 2     | Kolo       | Počet diváků |
| ------------------ | ----- | --------- | -------- | --------- | ---------- | ------------ |
| 22. listopadu 2022 | 20:00 | Francie   | 4 : 1    | Austrálie | Skupina D  | 40 875       |
| 24. listopadu 2022 | 11:00 | Švýcarsko | 1 : 0    | Kamerun   | Skupina G  | 39 089       |
| 26. listopadu 2022 | 11:00 | Tunisko   | 0 : 1    | Austrálie | Skupina D  | 41 823       |
| 28. listopadu 2022 | 11:00 | Kamerun   | –        | Srbsko    | Skupina G  |              |
| 30. listopadu 2022 | 16:00 | Austrálie | –        | Dánsko    | Skupina D  |              |
| 2. prosince 2022   | 16:00 | Ghana     | –        | Uruguay   | Skupina H  |              |
| 5. prosince 2022   | 16:00 | E1        | –        | F2        | Osmifinále |              |